# ジョージ・カーゾン＝ハウ (第2代ハウ伯爵)

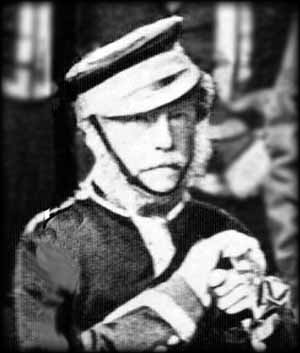
第2代ハウ伯爵、1861年。

第2代ハウ伯爵ジョージ・オーガスタス・フレデリック・ルイス・カーゾン＝ハウ（英語: George Augustus Frederick Louis Curzon-Howe, 2nd Earl Howe、1821年1月16日 – 1876年2月4日）は、イギリスの貴族、政治家。保守党に属し、1857年から1870年まで庶民院議員を務めた。1821年から1870年までカーゾン子爵の儀礼称号を使用した。

## 生涯
初代ハウ伯爵リチャード・カーゾン＝ハウと1人目の妻ハリエット・ジョージアナ（Harriet Georgiana、旧姓ブルーデネル（Brudenell）、1799年12月18日 – 1836年10月25日、第6代カーディガン伯爵ロバート・ブルーデネルの娘）の間の長男として、1821年1月16日に生まれた。1832年から1837年までイートン・カレッジで教育を受けた後、1838年5月30日にオックスフォード大学クライスト・チャーチに入学した。
コルネット（騎兵少尉）としてレスターシャー・ヨーマンリー連隊に入隊した後、1838年10月30日に中尉に、1846年5月7日に大尉に、1860年11月15日に副隊長（中佐）に昇進、1870年3月に指揮権を与えられた。
1845年7月21日、バッキンガムシャーの副統監に任命された。
1857年イギリス総選挙で保守党候補としてサウス・レスターシャー選挙区から出馬、無投票で当選した。1859年と1865年の総選挙で無投票で再選した後、1868年イギリス総選挙では3,196票（得票数1位）で再選した。1870年5月12日に父が死去すると、ハウ伯爵位を継承した。
1876年2月4日に心臓病によりレスターシャーのゴップサルで死去、弟リチャード・ウィリアム・ペンが爵位を継承した。

## 家族
1846年2月3日、ハリエット・メアリー・スタート（Harriet Mary Sturt、1824年1月12日 – 1877年1月29日、ヘンリー・チャールズ・スタートの娘）と結婚、1女をもうけた。
- ハリエット・アリス（1848年6月17日 – 1875年4月13日） - 1871年2月3日、ヘンリー・ネヴィル・シャーブルック（Henry Neville Sherbrooke）と結婚[9]